# Castello Piccolomini (Capestrano)
O Castello Piccolomini (Castelo Piccolomini) localiza-se na cidade de Capestrano, província de L'Aquila, na região de Abruzos (Itália).